# Ferrovia Fidenza-Fornovo
La ferrovia Fidenza-Fornovo è una linea ferroviaria italiana, gestita da RFI collegante il comune di Fidenza con Fornovo di Taro, entrambi in provincia di Parma.

## Storia
La linea fu concessa nel 1906 al Consorzio intercomunale della ferrovia Cremona-Borgo San Donnino; il Consorzio subconcesse nel 1907 la costruzione e l'esercizio della ferrovia alla Società Italiana Ferrovie e Tramvie (SIFT) che già gestiva la linea tra Cremona e Borgo San Donnino.
La linea ferroviaria fu riscattata dallo Stato nel 1912 e attivata il 25 novembre 1913.

## Caratteristiche
La ferrovia, di proprietà e gestita da Rete Ferroviaria Italiana, è interamente a binario unico con scartamento ordinario di 1435 mm, elettrificata in corrente continua alla tensione di 3000 V e gestita in telecomando DCO.

### Percorso
| Continuation backward |

|  | Unknown route-map component "STR+c2" | Unknown route-map component "CONT3" |

| Unknown route-map component "CONTgq" | Unknown route-map component "ABZg+r" + Unknown route-map component "STR+1" | Unknown route-map component "STRc4" |

| Station on track |

| 0+000   |
| (varie) |

|  | Unknown route-map component "ABZgl" | Unknown route-map component "CONTfq" |

| Unknown route-map component "HSTeBHF" + Small non-passenger station on track |

| Non-passenger station/depot on track |

|  |  | Straight track | Unknown route-map component "uexSTR+l" | Unknown route-map component "uexCONTfq" |

|  | Station on track | Unknown route-map component "uexKBHFe" |

| Unknown route-map component "HSTeBHF" + Small non-passenger station on track |

| Unknown route-map component "SKRZ-Ao" |

| Unknown route-map component "WCONTfaq" | Unknown route-map component "hKRZWae" | Unknown route-map component "WCONTfq" |

|  | Unknown route-map component "ABZg+l" | Unknown route-map component "CONTfq" |

| Station on track |

| 24+711   |
| (23+019) |

| Continuation forward |

La linea si origina dalla stazione di Fidenza e si estende per una lunghezza di 25 km fino alla stazione di Fornovo, dove confluisce nella ferrovia Pontremolese. Attraversa quattro stazioni intermedie di cui solo una, Medesano, effettua servizio viaggiatori, mentre le restanti tre - Borghetto Parmense, Noceto e Felegara - sono formalmente attive ma non effettuano alcun servizio commerciale. Tra il 1908 e il 1937 a Medesano originava inoltre la tranvia Fornace Bizzi-Medesano esercita con trazione a vapore da Compagnia Nazionale di Trasporti e Comunicazioni (CNTC).

## Traffico
La linea è percorsa unicamente da 2 coppie di treni regionali di Trenitalia che collegano Milano con la costa tirrenica attraverso Fidenza; nei soli giorni di sabato e festivi è presente anche la coppia di treni regionali della relazione denominata Freccia della Versilia di Trenord, in servizio tra Bergamo e Pisa Centrale. Dall'orario invernale del 2013 è stato eliminato il servizio passeggeri locale; solamente la stazione di Medesano è attiva per il servizio passeggeri e vi fermano i sei treni in servizio sulla tratta.